# 1332

## أحداث
- تأسيس مدينة زلين وتقع حاليا في التشيك.
- 18 فبراير - أمدا سيون الأول إمبراطور إثيوبيا يبدأ حملة على الأقاليم المسلمة في الجنوب

## مواليد
- ابن خلدون
- يوحنا الخامس باليولوج

## وفيات
- أندرونيكوس الثاني باليولوج
- إبراهيم الجعبري